# National Basketball Association 1991-1992
La stagione della National Basketball Association 1991-1992 fu la 46ª edizione del campionato NBA. La stagione si concluse con la vittoria dei Chicago Bulls, che sconfissero i Portland Trail Blazers per 4-2 nelle finali NBA.

## Squadre partecipanti
- Atlanta Hawks
- Boston Celtics
- Charlotte Hornets
- Chicago Bulls
- Cleveland Cavaliers
- Dallas Mavericks
- Denver Nuggets
- Detroit Pistons
- G.S. Warriors
- Houston Rockets
- Indiana Pacers
- L.A. Clippers
- L.A. Lakers
- Miami Heat

- Milwaukee Bucks
- Minnesota T'wolves
- N.J. Nets
- N.Y. Knicks
- Orlando Magic
- Phoenix Suns
- Philadelphia 76ers
- Portland T. Blazers
- Sacramento Kings
- San Antonio Spurs
- Seattle S.Sonics
- Utah Jazz
- Washington Bullets

## Classifica finale

### Eastern Conference
| Squadra            | V  | P  | %    | GB |
| ------------------ | -- | -- | ---- | -- |
| New York Knicks    | 51 | 31 | 62,2 | -  |
| Boston Celtics     | 51 | 31 | 62,2 | -  |
| New Jersey Nets    | 40 | 42 | 48,8 | 11 |
| Miami Heat         | 38 | 44 | 46,3 | 13 |
| Philadelphia 76ers | 35 | 47 | 42,7 | 16 |
| Washington Bullets | 25 | 57 | 30,5 | 26 |
| Orlando Magic      | 21 | 61 | 25,6 | 30 |

| Squadra             | V  | P  | %    | GB |
| ------------------- | -- | -- | ---- | -- |
| Chicago Bulls C     | 67 | 15 | 81,7 | -  |
| Cleveland Cavaliers | 57 | 25 | 69,5 | 10 |
| Detroit Pistons     | 48 | 34 | 58,5 | 19 |
| Indiana Pacers      | 40 | 42 | 48,8 | 27 |
| Atlanta Hawks       | 38 | 44 | 46,3 | 29 |
| Milwaukee Bucks     | 31 | 51 | 37,8 | 36 |
| Charlotte Hornets   | 31 | 51 | 37,8 | 36 |

### Western Conference
| Squadra                | V  | P  | %    | GB |
| ---------------------- | -- | -- | ---- | -- |
| Utah Jazz              | 55 | 27 | 67,1 | -  |
| San Antonio Spurs      | 47 | 35 | 57,3 | 8  |
| Houston Rockets        | 42 | 40 | 51,2 | 13 |
| Denver Nuggets         | 24 | 58 | 29,3 | 31 |
| Dallas Mavericks       | 22 | 60 | 26,8 | 33 |
| Minnesota Timberwolves | 15 | 67 | 18,3 | 40 |

| Squadra                | V  | P  | %    | GB |
| ---------------------- | -- | -- | ---- | -- |
| Portland Trail Blazers | 57 | 25 | 69,5 | -  |
| Golden State Warriors  | 55 | 27 | 67,1 | 2  |
| Phoenix Suns           | 53 | 29 | 64,6 | 4  |
| Seattle SuperSonics    | 47 | 35 | 57,3 | 10 |
| Los Angeles Clippers   | 45 | 37 | 54,9 | 12 |
| Los Angeles Lakers     | 43 | 39 | 52,4 | 14 |
| Sacramento Kings       | 29 | 53 | 35,4 | 28 |

## Vincitore
| Campione NBA 1991-1992    |
| ------------------------- |
| Chicago Bulls (2º titolo) |

## Statistiche
| Categoria             | Giocatore      | Squadra                | Stat |
| --------------------- | -------------- | ---------------------- | ---- |
| Punti per gara        | Michael Jordan | Chicago Bulls          | 30,1 |
| Rimbalzi per gara     | Dennis Rodman  | Detroit Pistons        | 18,7 |
| Assist per gara       | John Stockton  | Utah Jazz              | 13,7 |
| Palle rubate per gara | John Stockton  | Utah Jazz              | 3,0  |
| Stoppate per gara     | David Robinson | San Antonio Spurs      | 4,5  |
| FG%                   | Buck Williams  | Portland Trail Blazers | 60,4 |
| FT%                   | Mark Price     | Cleveland Cavaliers    | 94,7 |
| 3FG%                  | Dana Barros    | Seattle SuperSonics    | 44,6 |

## Premi NBA
- NBA Most Valuable Player Award: Michael Jordan, Chicago Bulls
- NBA Rookie of the Year Award: Larry Johnson, Charlotte Hornets
- NBA Defensive Player of the Year Award: David Robinson, San Antonio Spurs
- NBA Sixth Man of the Year Award: Detlef Schrempf, Indiana Pacers
- NBA Most Improved Player Award: Pervis Ellison, Washington Bullets
- NBA Coach of the Year Award: Don Nelson, Golden State Warriors
- NBA Executive of the Year Award: Wayne Embry, Cleveland Cavaliers
- All-NBA First Team:
  - F - Karl Malone, Utah Jazz
  - F - Chris Mullin, Golden State Warriors
  - C - David Robinson, San Antonio Spurs
  - G - Michael Jordan, Chicago Bulls
  - G - Clyde Drexler, Portland Trail Blazers
- All-NBA Second Team:
  - F - Scottie Pippen, Chicago Bulls
  - F - Charles Barkley, Philadelphia 76ers
  - C - Patrick Ewing, New York Knicks
  - G - Tim Hardaway, Golden State Warriors
  - G - John Stockton, Utah Jazz
- All-NBA Third Team:
  - F - Dennis Rodman, Detroit Pistons
  - F - Kevin Willis, Atlanta Hawks
  - C - Brad Daugherty, Cleveland Cavaliers
  - G - Mark Price, Cleveland Cavaliers
  - G - Kevin Johnson, Phoenix Suns
- All-Defensive First Team:
  - Dennis Rodman, Detroit Pistons
  - Scottie Pippen, Chicago Bulls
  - David Robinson, San Antonio Spurs
  - Michael Jordan, Chicago Bulls
  - Joe Dumars, Detroit Pistons
- All-Defensive Second Team:
  - Larry Nance, Cleveland Cavaliers
  - Buck Williams, Portland Trail Blazers
  - Patrick Ewing, New York Knicks
  - John Stockton, Utah Jazz
  - Micheal Williams, Indiana Pacers
- All-Rookie First Team:
  - Steve Smith, Miami Heat
  - Larry Johnson, Charlotte Hornets
  - Billy Owens, Golden State Warriors
  - Stacey Augmon, Atlanta Hawks
  - Dikembe Mutombo, Denver Nuggets
- All-Rookie Second Team:
  - Rick Fox, Boston Celtics
  - Terrell Brandon, Cleveland Cavaliers
  - Larry Stewart, Washington Bullets
  - Stanley Roberts, Orlando Magic
  - Mark Macon, Denver Nuggets